# Bomarea

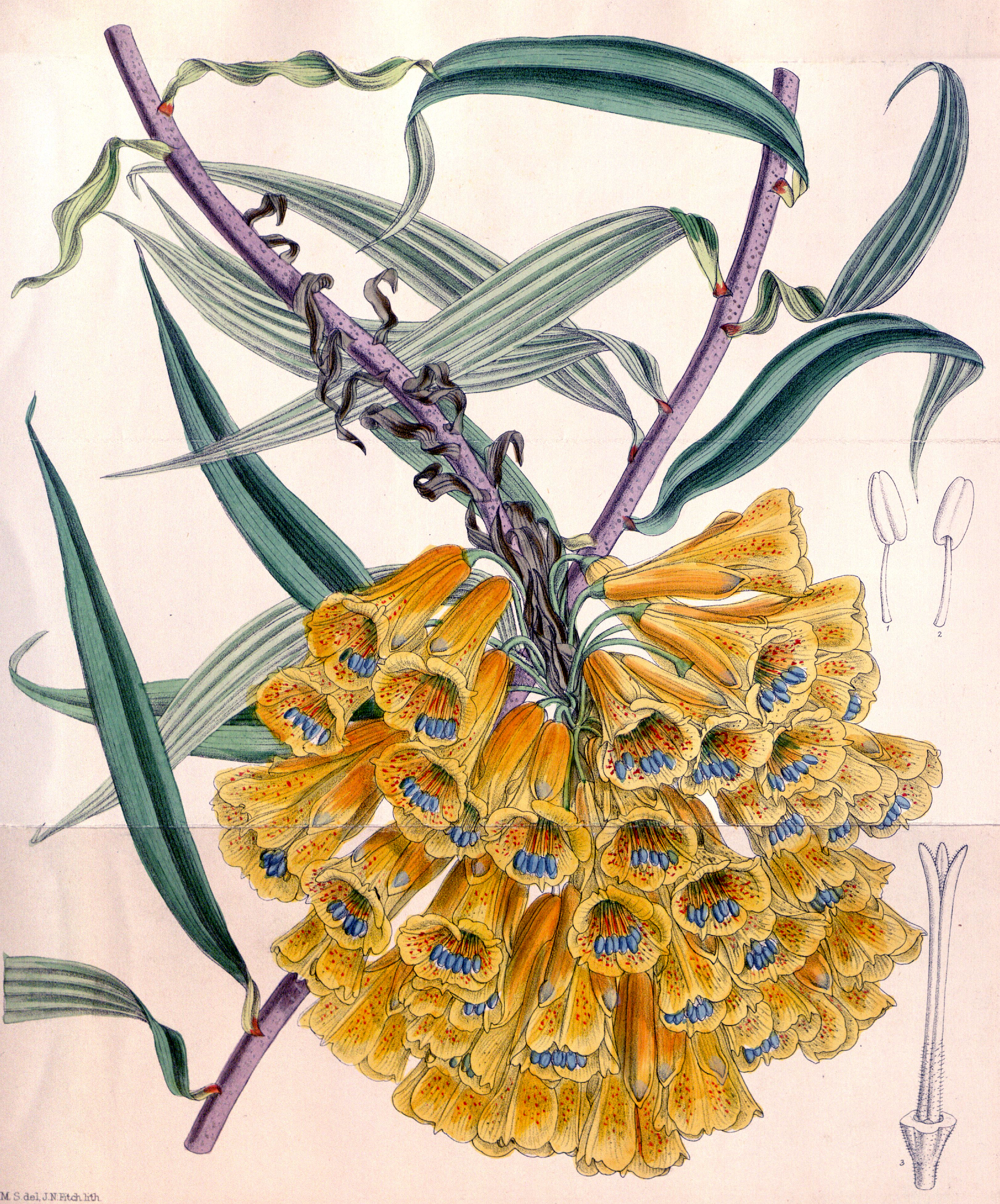
Ilustrace Bomarea multiflora z roku 1892

Bomarea (Bomarea) je rod rostlin z čeledi alstremerkovité. Jsou to popínavé nebo řidčeji přímé či poléhavé byliny s olistěnou lodyhou a nápadnými nálevkovitými nebo trubkovitými květy, které u většiny druhů opylují kolibříci. Plodem je bobule nebo tobolka. Rod zahrnuje asi 123 druhů a je rozšířen výhradně v Latinské Americe od Mexika po Chile a Argentinu. Největší počet druhů roste v peruánských Andách. V tropických a subtropických oblastech světa jsou bomarey pěstovány jako nápadně kvetoucí okrasné rostliny. Některé druhy mají jedlé hlízy či dužninu plodů.

## Popis
Bomarey jsou vytrvalé, dlouhověké byliny s ovíjivou nebo řidčeji přímou či poléhavou lodyhou. Pod zemí mají rostliny buď tenký oddenek nebo dužnaté kořeny. U některých druhů se na konci podzemních orgánů vytvářejí hlízy. Listy jsou střídavé, čárkovité až široce vejčité, krátce řapíkaté, zpravidla obrácené rubovou stranou nahoru (resupinátní). Květy jsou bílé, žluté, oranžové, červené, růžové, purpurové nebo zelenavé, pravidelné, oboupohlavné, trubkovité až nálevkovité, uspořádané v hustých nebo řídkých, někdy převisavých, okolíkovitých květenstvích nebo výjimečně jednotlivé. Okvětí se skládá ze 6 volných plátků ve dvou kruzích. Lístky vnitřního kruhu bývají jinak zbarvené a o něco delší než vnější a často s barevnou kresbou.
Tyčinek je 6 ve dvou kruzích a mají přímé nitky.
Semeník je spodní, srostlý ze 3 plodolistů a obsahuje 3 komůrky s mnoha vajíčky. Čnělka se na vrcholu větví na 3 ramena. Plodem je bobule nebo dužnatá až kožovitá tobolka. Semena mají většinou červeně zbarvený dužnatý obal (sarkotestu).

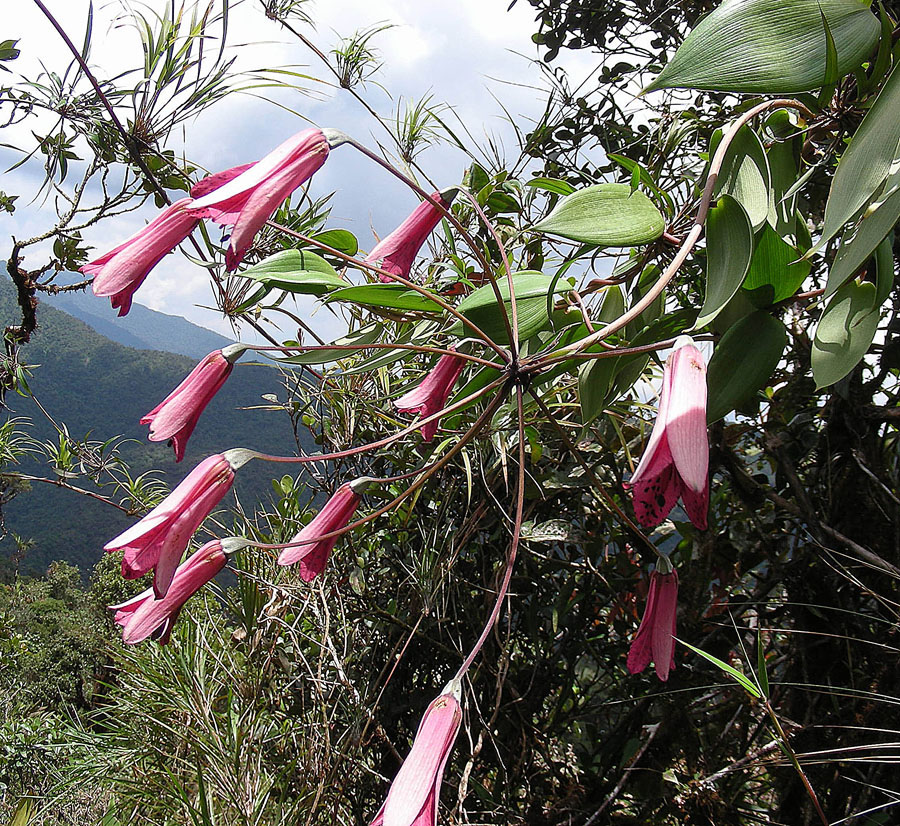
Bomarea longipes s dlouze stopkatými květy
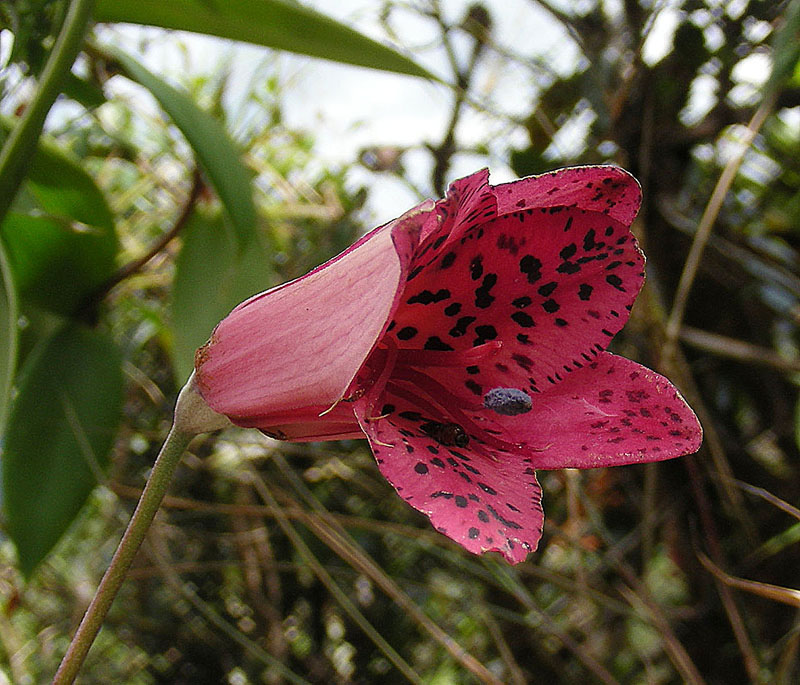
Květ Bomarea longipes
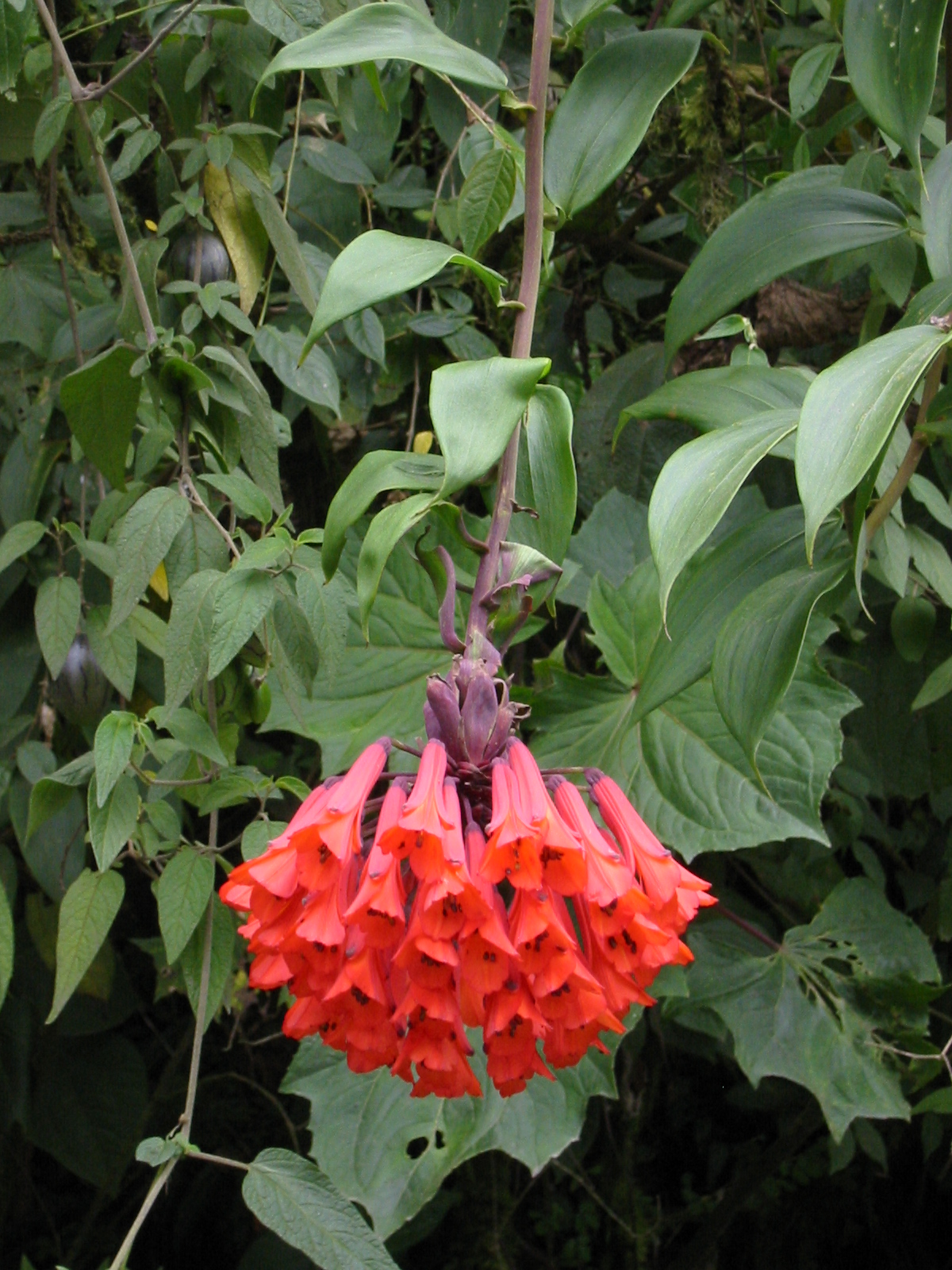
Bomarea patacoensis
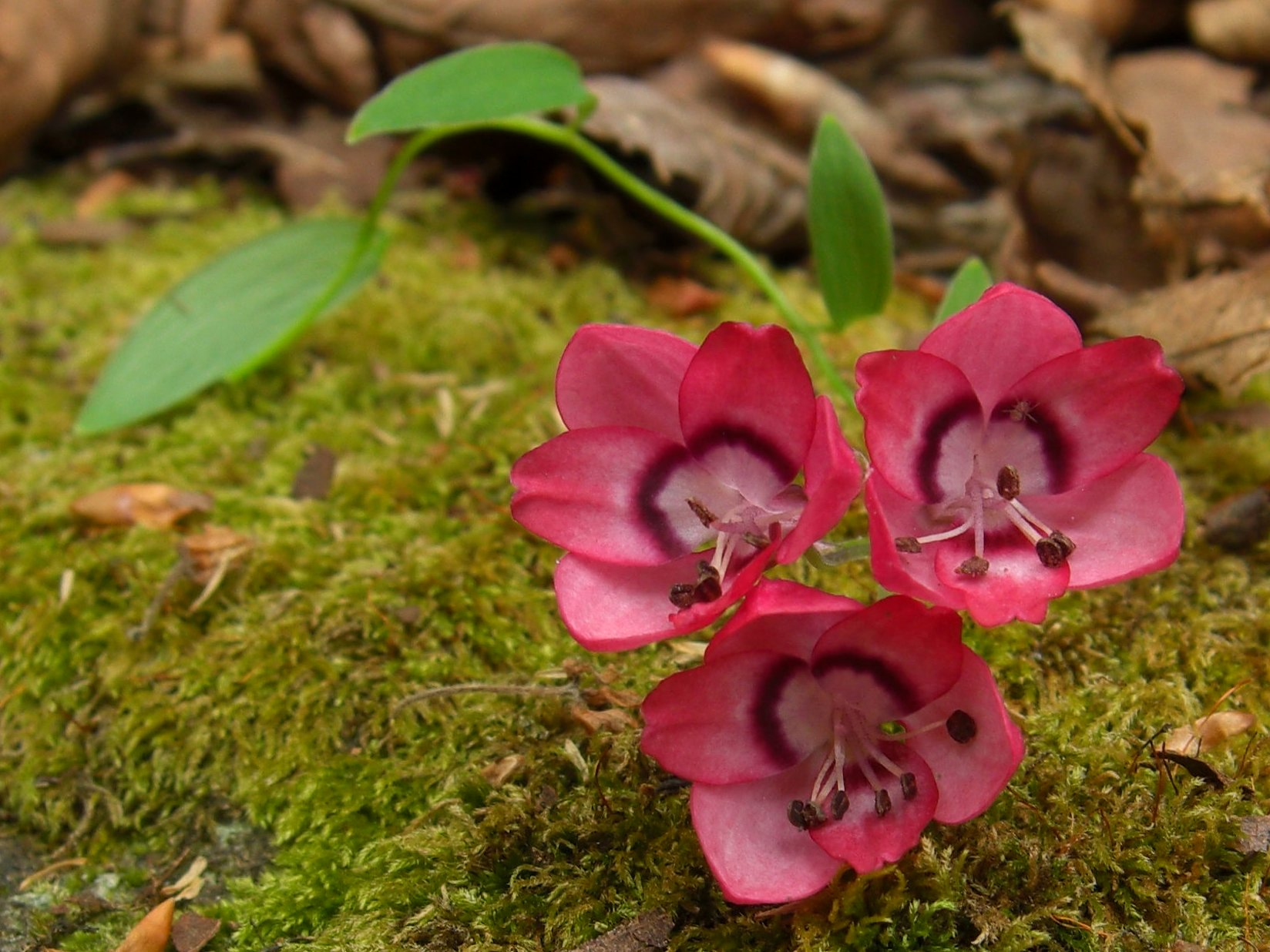
Bomarea salsilla
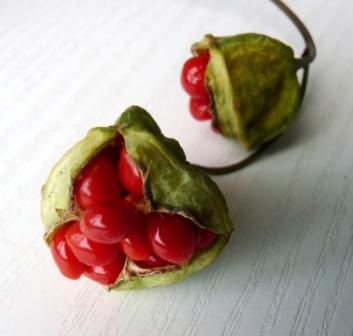
Plody Bomarea edulis

## Rozšíření
Rod bomarea zahrnuje asi 123 druhů a je rozšířen výhradně v Latinské Americe. Areál jeho rozšíření sahá od horských pásem ve středním Mexiku přes středoamerická pohoří a jihoamerické Andy po severní Argentinu a střední Chile. Vyskytuje se i na Karibských ostrovech. S různou četností je zastoupen ve všech středo a jihoamerických zemích s výjimkou Bolívie. Chybí též v nížinné Amazonii a jižní části Argentiny. Centrum druhové diverzity je v andské oblasti Peru (asi 68 druhů), Ekvádoru (37 druhů) a Kolumbii (34 druhů). Nejvíce druhů se vyskytuje v andských lesích v nadmořských výškách od 1500 do 2800 metrů, některé však vystupují i do alpínských poloh, a to i nad 5000 metrů. Některé druhy (Bomarea obovata, B. edulis) však již byly nalezeny i v nížinných oblastech při úrovni moře.
Nejrozsáhlejší areál má druh Bomarea edulis, rozšířený od Mexika až po Argentinu. Je to také jediný druh, který se vyskytuje v Brazílii (pouze na jihovýchodě a v nejsevernější části země), Paraguayi, Guyaně, Surinamu a Francouzské Guyaně. K velkému rozšíření tohoto druhu zřejmě přispělo i jeho kulturní využití coby potravy.
Bomarey se vyskytují na velmi rozdílných stanovištích. V jihoamerických pohořích tvoří charakteristickou a nápadnou složku vegetace včetně alpínských biotopů páramo a puna. Druh Bomarea dulcis roste i v polylepisových lesích.

## Ekologické interakce
Nevonné květy většiny druhů bomarejí jsou oranžově či červeně zbarvené a obsahují hojný nektar. Opylují je převážně kolibříci. Drobné květy podrodu Sphaerine navštěvuje i různý hmyz, zejména motýli. Semena zůstávají po puknutí tobolkovitých plodů přichycená k placentě. Vyhledávají je ptáci, kteří konzumují výrazně červeně zbarvený, dužnatý obal a následně rozšiřují semena. Podobný způsob šíření semen je i u druhů s oranžovočerveně zbarvenými bobulemi.

## Obsahové látky a jedovatost
Bomarey nejsou významně jedovaté rostliny, kontakt se šťávou z různých částí rostliny včetně květů však může u citlivých osob způsobovat alergické vyrážky. Ty jsou způsobovány obsahem malého množství (asi 0,2 % u B. edulis) glykosidu tuliposidu A. Tato látka při kontaktu s pokožkou hydrolyzuje na silně alergenní lakton tulipalin A. Podobné látky jsou obsaženy i v cibulích tulipánů. Osoby, které jsou alergické na tulipány, budou proto pravděpodobně alergické i na bomareu.

Tuliposid A
Tulipalin A

## Taxonomie
Rod Bomarea je v rámci čeledi Alstroemeriaceae řazen do tribu Alstroemerieae. Nejblíže příbuzným rodem je Alstroemeria. V roce 2000 byl do rodu Bomarea vřazen druh Bomarea ovallei, předtím řazený do samostatného monotypického rodu Leontochir.
Bomarey mají na rozdíl od rodu Alstroemeria převážně šplhavý habit a hlízovité zásobní orgány. Plody bomarejí se otevírají pomalu, semena mají dužnatý červenooranžový obal a jsou šířena ptáky, kdežto plody alstremerek pukají explozivně a semena vystřelují.
Rod Bomarea je členěn do 4 podrodů:
- podrod Baccata: 5 druhů. Popínavé rostliny s rozměrnými, řídkými, převislými květenstvími. Semeník spodní, plody nepukavé, 3–5 cm velké, tlustě dužinaté. Vyskytují se v deštných lesích a nižších montánních lesích regionu Chocó od jižní Panamy po severní hranici Ekvádoru v nadmořských výškách od 400 do 2800 m. Jedná se o nejdeštivější region Jižní Ameriky. Většina druhů roste na západní straně andského hřebene.
- podrod Bomarea: 79 druhů. Většinou popínavé, výjimečně přímé rostliny. Spodní semeník, plody kožovité a pukavé.
- podrod Sphaerine: 12 druhů. Spodní semeník, nepukavé, dužnaté, tenkostěnné plody 0,5–1,5 cm, vždy resupinátní listy, s výjimkou B. coccinea nepopínavý habit. Výskyt od západní Venezuely a Kolumbie přes Ekvádor a Peru po Bolívii. Převážně v mlžných lesích, řidčeji v páramos a vlhčích oblastech puny, v nadmořských výškách od 2000 do 4500 metrů. Centrum druhové diverzity je v Peru (9 druhů) a Ekvádoru (5 druhů).
- podrod Wichuraea: 18 druhů. Popínavé nebo přímé rostliny. Polospodní semeník, plody kožovité a pukavé. Ve vysokých Andách od Ekvádoru po severní Argentinu a Chile v nadmořských výškách 2500 až 5000 m. Nejvíce druhů v Ekvádoru. Převážně v mlžných lesích, některé druhy i nad hranicí lesa v polylepisových lesích.[15][16][17][18][19]

## Význam

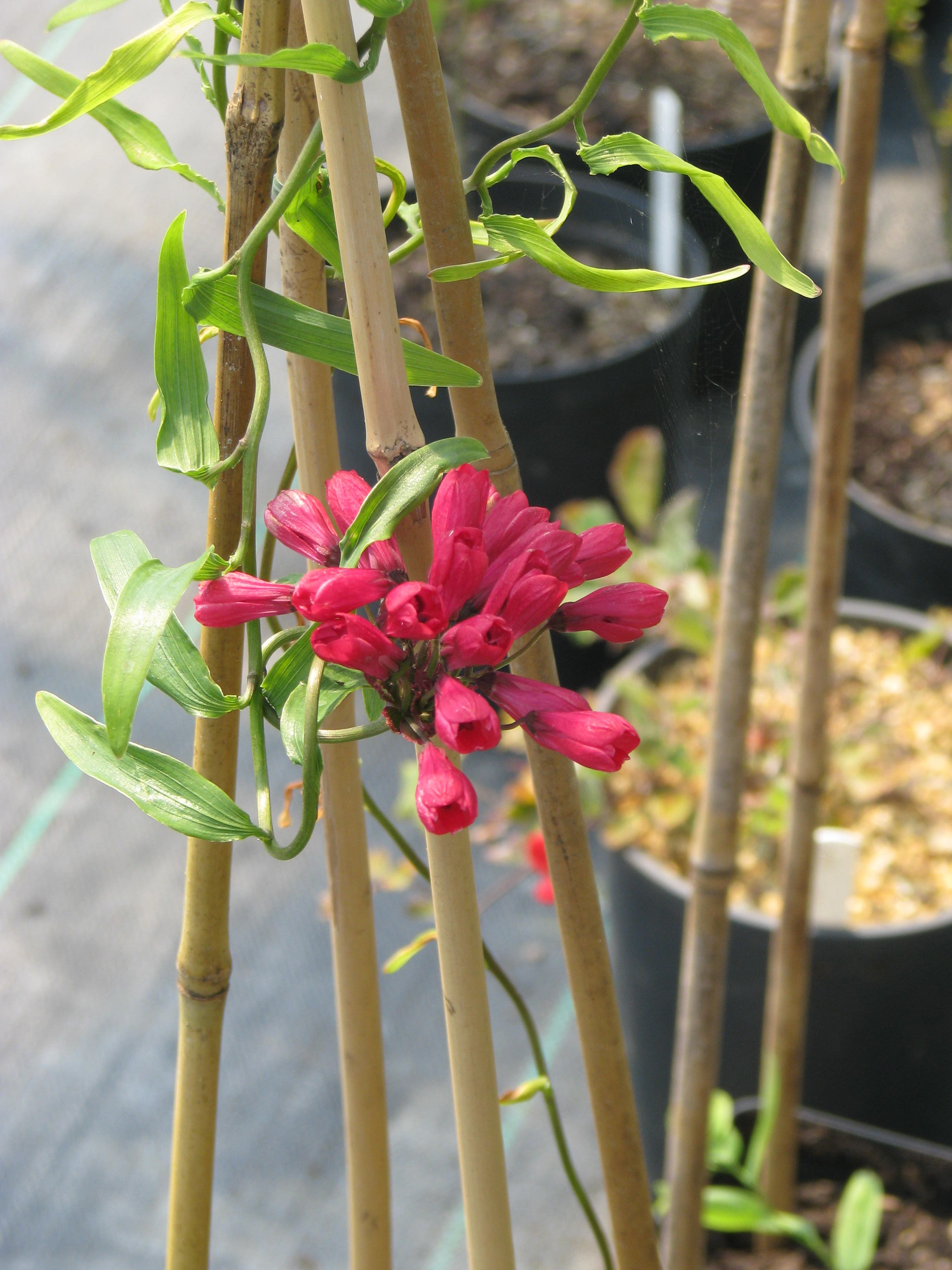
Bomarea salsilla v kultuře

Hlízy druhu Bomarea edulis jsou jedlé a po uvaření poskytují lehký a chutný pokrm.
Jedlé jsou také hlízy Bomarea salsilla.
Plody Bomarea glaucescens vyhledávají v Ekvádoru zejména děti a konzumují sladkou dužninu obklopující semena, připomínající granátové jablko.
V tropických a subtropických oblastech světa jsou bomarey pěstovány jako atraktivní zahradní popínavky. Mezi běžněji pěstované druhy náleží zejména Bomarea multiflora, Bomarea caldasii a Bomarea patacocensis (často pěstovaná pod názvem Bomarea racemosa). V chladnějších oblastech potřebují dobrý zimní kryt nebo jsou pěstovány jako kbelíkové rostliny. Většina druhů špatně snáší poklesy teplot pod 10 °C, některé vysokohorské druhy však snesou i příležitostný lehčí mráz. Rostliny jsou světlomilné, neměly by však být umístěny na sluneční úpal. Hlízy či oddenky se sázejí do velkých kontejnerů lehce pod povrch humózní půdy. Rostliny potřebují ve vegetační sezóně hojnou zálivku a substrát by nikdy neměl zcela vyschnout, a přiměřené hnojení organickým hnojivem. Mimo vegetační sezónu může být zálivka omezena. Bomarey lze množit citlivým dělením oddenků v období vegetačního klidu. Každý kousek by měl mít růstový pupen a nějaké kořeny. Semena se vysévají do humózní půdy hned po dozrání nebo případně na jaře. V teplých podmínkách okolo 20 °C klíčí asi po 20 dnech.
Ve sklenících českých botanických zahrad se bomarey pěstují výjimečně. Druh Bomarea multiflora je uváděn z horské expozice Pražské botanické zahrady v Tróji.